# Ambystoma maculatum
Ambystoma maculatum е вид земноводно от семейство Ambystomatidae.

## Разпространение
Видът е разпространен в Канада и САЩ.